# Walter Hayn

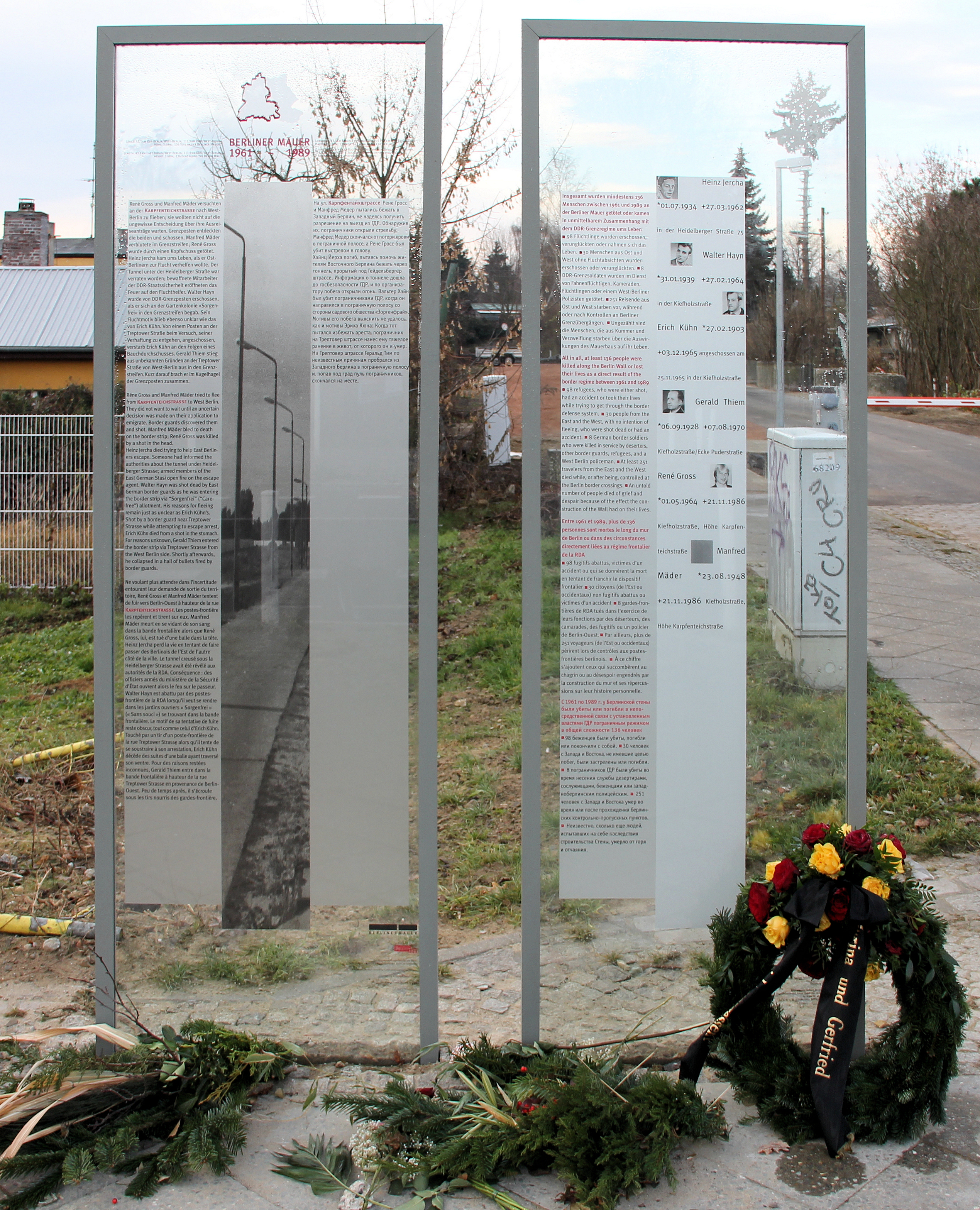
Gedenktafel, Kiefholzstraße 79, in Berlin-Plänterwald

Walter Hayn (* 31. Januar 1939 in Breslau; † 27. Februar 1964 in Berlin) war ein Todesopfer an der Berliner Mauer. Bei einem Fluchtversuch wurde er von Angehörigen der Grenztruppen der DDR in Berlin-Treptow erschossen.
Walter Hayn wurde 1939 in Breslau geboren. Die Familie mit fünf Kindern – Walter Hayn war der zweitjüngste – wurde gegen Ende des Zweiten Weltkriegs aus Schlesien vertrieben und zog nach Ebersbach in die Nähe von Dresden. Hayns Vater kam nicht aus dem Krieg zurück. Nach der Schule absolvierte er eine landwirtschaftliche Ausbildung. Nach unterschiedlichen Tätigkeiten am Bau ging er 1958 zur Volkspolizei, die ihn in Ost-Berlin an der Sektorengrenze einsetzte. Nach dem Ausscheiden aus dem Polizeidienst im Juni 1961, wenige Monate vor dem Mauerbau, begann er wieder auf dem Bau zu arbeiten. Walter Hayn heiratete und bekam einen Sohn. Die Ehe des in Berlin-Lichtenberg lebenden Ehepaares wurde im September 1963 geschieden.
Am Abend des 27. Februar 1964 begab er sich in eine Kneipe an der Gartenkolonie „Sorgenfrei“ und trank sich Mut an. Neben Ausweispapieren führte er auch die Adresse seines 1950 in die Bundesrepublik geflohenen ältesten Bruders mit sich. Er ging zur Grenze, überwand den Hinterlandzaun und versuchte zum letzten Grenzzaun vorzudringen. Dabei entdeckten ihn gegen 22.20 Uhr zwei Posten, die ihn anriefen, stehenzubleiben, und dann das Feuer eröffneten. Ein weiterer Posten schoss von seinem Wachturm aus ebenfalls auf den Fliehenden. Zwei der 17 abgegebenen Schüsse trafen Walter Hayn, einer davon tödlich.
Die Behörden der DDR hielten die Umstände des Tods von Walter Hayn auch gegenüber seiner Angehörigen geheim. Nach offizieller Version war er ertrunken. Erst nach der deutschen Wiedervereinigung wurden Details der Geschehnisse bekannt. Gegen die drei Schützen, die in der DDR wegen der Tat belobigt wurden, erhob die Staatsanwaltschaft Berlin 1995 Anklage vor dem Berliner Landgericht. Alle drei nahmen für sich in Anspruch, nicht gezielt auf den Flüchtenden geschossen zu haben. Das Gericht verurteilt 1996 zwei Schützen zu Bewährungsstrafen von 18 und 21 Monaten, da sie gemeinschaftlich gehandelt hatten und den Tod Walter Hayns in Kauf nahmen. Der dritte Schütze wurde im Mauerschützenprozess freigesprochen.